# De Gaulle, Israël et les Juifs
Cet article possède un paronyme, voir Sarkozy, Israël et les juifs.
 (décembre 2018).
De Gaulle, Israël et les Juifs est un livre du sociologue Raymond Aron paru en 1968. Dans la première partie de l'ouvrage, intitulée « La conférence de presse », Aron analyse les propos du général de Gaulle lors de sa conférence de presse du 27 novembre 1967, au cours de laquelle il avait qualifié le peuple juif de « peuple d'élite, sûr de lui et dominateur », ce qui, pour Aron a réhabilité l’antisémitisme en France.
La deuxième partie, « Pendant la crise », rassemble « l'ensemble des articles publiés dans Le Figaro et dans Le Figaro Littéraire au cours des semaines de mai-juin 1967 ».

## Citations
Raymond Aron écrit, sous le titre « Le temps du soupçon » (article d'abord paru dans Le Figaro du 28 décembre 1967) :

« La conférence de presse autorisait solennellement un nouvel antisémitisme, les derniers propos du chef de l'État suspendent, pour ainsi dire, cette autorisation, mais dans le style propre du Prince, autrement dit, en rejetant sur les autres ses propres responsabilités. »

— p. 12 (introduction)

« Définir un « peuple » par deux adjectifs… expliquer l'impérialisme israélien par la nature éternelle, l'instinct dominateur du peuple juif… (les Juifs de France ou, pour mieux dire, du monde entier, ont immédiatement saisi la portée historique des quelques mots prononcés le 28 novembre 1967 par le Président de la République… Aucun homme d'État occidental n'avait parlé des Juifs dans ce style, ne les avait caractérisés comme « peuple » par deux adjectifs. »

— p. 17 et 15

« Le général de Gaulle a, sciemment, volontairement, ouvert une nouvelle période de l'histoire juive et peut-être de l'antisémitisme. Tout redevient possible. Tout recommence. Pas question, certes, de persécution : seulement de « malveillance ». Pas le temps du mépris : le temps du soupçon. »

— p. 18

« Si le général de Gaulle avait usé de son influence auprès du Président Nasser pour le détourner de l'aventure, si, seul ou en accord avec les États-Unis et la Grande-Bretagne, il avait honoré l'engagement pris par le gouvernement de la IVe République de maintenir la liberté de navigation dans le golfe d'Akaba, la guerre de Six Jours n'aurait pas eu lieu… le général de Gaulle ne fit rien pour empêcher le blocus du golfe d'Akaba, la concentration des troupes égyptiennes dans le Sinaï, l'alliance jordana-syrienne, l'entrée des troupes irakiennes en Jordanie, en d'autres termes les événements qui provoquaient inexorablement l'explosion… L'auteur du Fil de l'Épée, à la place de M. Lévi Eshkol, n'aurait pas agi autrement que ce dernier. »

— p. 23

« Pourquoi le général de Gaulle a-t-il solennellement réhabilité l'antisémitisme ? Afin de se donner le plaisir du scandale ? Pour punir les Israéliens de leur désobéissance et les juifs de leur antigaullisme occasionnel ? Pour interdire solennellement toute velléité de double allégeance ? Pour vendre quelques Mirage de plus aux pays arabes ? Visait-il les États-Unis en frappant les juifs ? Voulait-il soumettre à une nouvelle épreuve l’inconditionnalité de certains de ses fidèles qui ont souffert sous Charles de Gaulle ? Agit-il en descendant de Louis XIV qui ne tolérait pas les protestants ? En héritier des Jacobins qui aimaient tant la liberté qu’ils interdisaient aux citoyens d’éprouver tout autre sentiment ? Je l’ignore. »

— p. 45

« Le cercle du soupçon se refermera sur les hommes tenus pour responsables des réticences de l'opinion. Cauchemar ou proche avenir, je ne sais. »

— p. 47